# إيغون ماير
إيغون ماير (بالإنجليزية: Egon Mayer)‏ هو عالم اجتماع أمريكي، ولد في 23 ديسمبر 1944 في Caux, Switzerland ‏ في سويسرا، وتوفي في 30 يناير 2004 في لورل هالو في الولايات المتحدة بسبب مرض.